# Einestages
einestages war ein am 8. Oktober 2007 gestartetes Zeitgeschichte-Portal von Spiegel Online, das ab März 2014 als reguläres Ressort von Spiegel Online fortgeführt und im Januar 2020 zugunsten eines neuen Geschichtsressorts eingestellt wurde.
Auf einestages wurde eine Mischung historischer Themen und Zeitzeugenberichte veröffentlicht. Leser konnten sich dabei als Mitglieder registrieren und Beiträge einreichen. Die Berichte wurden von einer Redaktion geprüft, redigiert und mit Fotos und Videos illustriert.
Leiter der Entwicklungsredaktion waren zu Beginn Hans Michael Kloth und Florian Harms. Benjamin Maack war ab Januar 2008 Ressortleiter. Nach Angaben des Verlags hatten sich bereits in der ersten Woche über 2.000 Mitglieder registriert und die Seiten wurden insgesamt 8,2 Millionen Mal angeklickt.
Partner des Projekts waren unter anderem Progress Film-Verleih, das Deutsche Auswandererhaus, das Bundesarchiv, die Deutsche Fotothek, das Bildarchiv Preußischer Kulturbesitz, die Bundesstiftung zur Aufarbeitung der SED-Diktatur und das Militärgeschichtliche Forschungsamt der Bundeswehr.
Im März 2008 erhielt das Portal bei den LeadAwards die Auszeichnung „Webmagazin des Jahres“.
Im September 2008 wurde die Testausgabe eines gleichnamigen Printmagazins veröffentlicht.